# EU Music
EU Music — единственный в Украине музыкальный телеканал, эфир которого полностью состоит из европейской популярной музыки.
По данным компании «GFK Ukraine», EU Music занимает первое место в рейтинге среди всех музыкальных телеканалов, транслирующихся в кабельных сетях Украины.
15 января 2015 года телеканал начал вещание в формате HDTV 1080i. SD-версия перешла на пропорции 16:9.
1 ноября 2015 года телеканал сменил название на EU Music, ранее канал именовался RU Music.
В Киеве EU Music транслируется в цифровой сети ТРК «Экспресс-Информ».

## Награды
- 2009 — Media & Sat Leaders
- 2011 — Золотое перо
- 2011 — Хрустальный микрофон